# 앵그리스트 맨
《앵그리스트 맨》(영어: The Angriest Man in Brooklyn)은 2014년 공개된 미국의 영화이다.

## 출연
- 로빈 윌리엄스 - 헨리 올트먼
- 밀라 쿠니스 - 샤론 길
- 멀리사 리오 - 베티 올트먼
- 피터 딩클리지 - 에런 올트먼
- 제임스 얼 존스 - 루번
- 해미시 링클레이터 - 토미 올트먼
- 서턴 포스터 - 아델라
- 리처드 카인드 - 빅스 필드
- 대니얼 레이몬트 - 울루그베크
- 크리스 게서드 - 조던 리드 박사
- 제리 애들러 - 쿠퍼
- 밥 디시 - 프랭크
- 아이제이아 휘틀록 주니어 - 예이츠
- 다바인 조이 랜돌프 - 로언 간호사
- 제러미 해리스 - 리언
- 리 갈링턴 - 거미
- 로이 밀턴 데이비스 - 버스터
- 올가 메레디스 - 제인
- 행크 천 - 데이미언
- 록 콜리 - 구르호
- 커크 테일러 - 경찰